# بوب ستيفنز (صحفي)
بوب ستيفنز (بالإنجليزية: Bob Stevens)‏ هو صحفي أمريكي، ولد في 10 أكتوبر 1916، وتوفي في 2 يناير 2002.